# Narberth Castle
Narberth Castle är ett slott i Storbritannien.   Det ligger i kommunen Pembrokeshire och riksdelen Wales, i den södra delen av landet, 300 km väster om huvudstaden London. Narberth Castle ligger 69 meter över havet.
Terrängen runt Narberth Castle är huvudsakligen platt, men österut är den kuperad.  Närmaste större samhälle är Tenby, 13,9 km söder om Narberth Castle. Trakten runt Narberth Castle består i huvudsak av gräsmarker.